# Köckenitzsch
Köckenitzsch ist ein Ortsteil der Gemeinde Molauer Land im Burgenlandkreis in Sachsen-Anhalt.

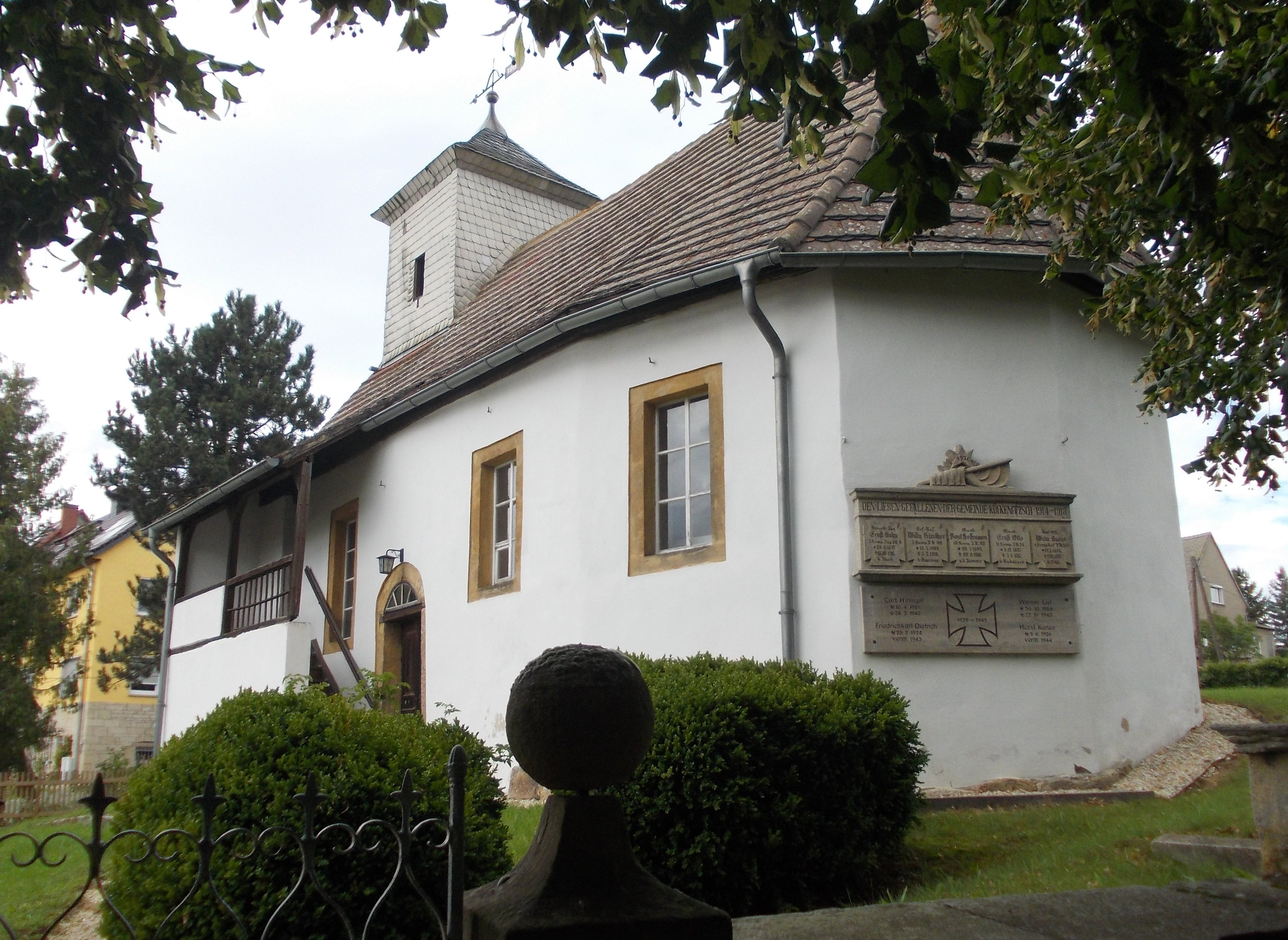
Kirche Köckenitzsch

## Geografie
Köckenitzsch liegt ca. 11 km südlich von Naumburg (Saale).

## Geschichte
1483 erfolgte die erste urkundliche Erwähnung von Köckenitzsch.
In Köckenitzsch existierte ein Rittergut, das bis zu seinem Verkauf an örtlichen Bauern im Jahr 1752 mindestens 17 verschiedene Besitzer hatte. Darunter befand sich Heinrich von Bünau, der 1628 durch Wolf von Meusebach, einen Verwandten des damaligen Casekirchener Gutsbesitzers Otto Wilhelm von Meusebach, getötet wurde.
Der Ort gehörte wie Casekirchen und Seidewitz bis 1826 zum Nordteil des Kreisamts Eisenberg. Das wettinische Kreisamt Eisenberg gehörte aufgrund mehrerer Teilungen im Lauf seines Bestehens zu verschiedenen Ernestinischen Herzogtümern. 1826 kam Köckenitzsch mit dem Nordteil des Kreisamts Eisenberg vom Herzogtum Sachsen-Gotha-Altenburg zum Herzogtum Sachsen-Meiningen und wurde Teil der Exklave Camburg.
Von 1922 bis 1939 gehörte der Ort zur Kreisabteilung Camburg. Bis 1952 gehörte Köckenitzsch wie die meisten heutigen Ortsteile der Gemeinde Molauer Land zu Thüringen. Bei der Gebietsreform von 1952 in der DDR kam der Ort vom aufgelösten Landkreis Jena an den  Kreis Naumburg im Bezirk Halle.
Am 1. Januar 1957 wurde die bis dahin selbständige Gemeinde Köckenitzsch nach Casekirchen eingemeindet. Durch den Zusammenschluss der bis dahin selbstständigen Gemeinden Abtlöbnitz, Casekirchen, Leislau und Molau zur neuen Gemeinde Molauer Land ist Köckenitzsch seit dem 1. Januar 2010 einer von elf Ortsteilen dieser Gemeinde.

## Persönlichkeiten
- Balduin Herrmann (* 24. Juni 1856 auf Rittergut Köckenitzsch; † 20. Dezember 1932 in Danzig), Journalist und Parlamentarier